# ワン・モア・ジャンプ (映画)
『ワン・モア・ジャンプ』（原題:One More Jump）は、パレスチナのガザ地区でパルクールを始め、そしてその競技を広めた、自由を求める二人のアスリートを追った2019年のドキュメンタリー映画である。この映画は、ガザでパレスチナ人パルクール選手の動画をオンラインでたまたま見かけたイタリア人のエマニュエレ・ジェローザ監督が、選手たちのエネルギー、困難の中での奮闘、自分達の宿命を変えようとする姿に感銘を受け、彼らに会いたいと感じたことが始まりだった。選手たちは障害物を乗り越えるパルクールに、自分達が実生活で面する常に障害を乗り越えなくてはならない日常に共通点を見い出し、パルクールで障害物を超えることで自由を感じていた。
多くの選手たちは、世界の競技会で自分達の実力を試したいと思っているが、封鎖を受けているガザを離れるのにはイスラエルの許可がいり、その許可申請はほとんどの場合拒否されるのが常であった。
イタリア、レバノン、スイスの共同製作であるこの映画は、2019年10月24日にローマ国際映画祭においてワールドプレミア上映され、2020年10月27日にはプリ・ヨーロッパの年間最優秀ヨーロピアンTVドキュメンタリー賞を受賞した。

## あらすじ
イスラエルにより封鎖され、電気、水道、医薬品などが制限されているているガザ地区に暮らす青年アブダラとは、パルクールに魅了され、「ガザ・パルクール・チーム」を創設し、ガザ地区に広めた。パルクールをしている間はひと時の自由を感じるのだった。
数年前、アブダラがヨーロッパに招かれた時、彼はプロのアスリートになることを目指してガザに戻ることを断念した。 一方、彼の友人でチームメイトかつ共同創始者のジェハードは今もガザ地区で隔離された生活を送り、毎日チームの最年少メンバーを訓練している。息の詰まるような生活の中で、スポーツだけが彼らの希望を生かし続けることが出来るのだった。ジェハードもパレスチナを離れることを夢見ていた。 しかし、アブダラが一人で逃げたことで事態をさらに悪化させたことにジェハードは気づいていた。
ある日、アブダラは、スウェーデンで開催されるヨーロッパの主要パルクール競技会に参加し、現実と向き合う時期が来たと決意する。 同じ日のうちに、ジェハードはついに何年も待ち続けたビザを受け取る…待ちに待ったビザと自由への足掛かりだが、愛するもの…家族、友人、チームメイト、生活…全てを置き去りにしてガザに戻ることを断念して自由を選ぶべきか決断の時が迫っていた。

## 制作
アザー・イスラエル映画祭でのインタビューで、ジェローザ監督がこの映画について語った。
多くの人間に対して渡航禁止令が敷かれているガザ地区で主人公の一人ジェハードの撮影を行うために、イタリアのNGOのメンバーとしてガザ地区に入域した。
最終的に撮影のために入域したのはジェローザ監督と、撮影監督のマテオ・デルボの2人だけで、音響は地元の専門家を雇った。
昼間撮影し、夜は宿営地に戻っていくのでは、ジェハードがどのような生活環境に面しているのか真に理解が出来ないとの考えから、マットレス2つと共にジェハードの自宅に移り住み、不安定な電気の供給や、生活のベーシックな物資やインフラ・サービスに事欠く生活、そして「運命」を共にし撮影を行った。
撮影中は、ガザ住民はフレンドリーで全般的に危険を感じなかったが、トランプ大統領が駐イスラエル大使館をテルアビブから西エルサレムに移転することを発表した際は緊張が走り、外を自由に動き回るのは身の危険を感じられる状態だった。

## 公開
『ワン・モア・ジャンプ』は、2019年10月24日にローマ国際映画祭のアリス・ネッラ・チッタ部門においてワールドプレミア上映された。
この映画は、レバノンから一部の資金提供を受けており、もし映画をイスラエルで公開した場合、その出資者はレバノンで反イスラエル・ボイコット法の違反とみなされ、逮捕及び拘束される可能性があるため、イスラエルでの公開は見送られた。

## 後日談
2021年、ジェハードはNHKの取材を受け、クラウドファンディングで資金を調達し地域唯一のパルクール専用練習場をアル・シャティ難民キャンプに整備したことが伝えられた
ジェハードは次のように語った:
パルクールに向いている場所はガザ地区だけじゃないと思うけど、ここが特別なのは封鎖されていることだ。封鎖のせいで、自分たちは幾多の障害に直面していて、そうした障害物を乗り越えていかないといけないんだ。
ジェハードか設立した、パルクール選手を養成する『ウォールランナーズ・アカデミー』では、約70人の生徒が3カ月のコースでパルクールを学び、クラスの順番待ちリストが出来るほど人気が高いこともロイター通信が伝えた。
一方アブダラは、脊髄損傷を伴う事故にあい、ジェローザ監督がイタリアに呼び寄せ、そこで生活を続けている。

## 受賞歴
| 賞                 | 日付           | Category                                   | 候補者        | 結果 | 出典  |
| ------------------ | -------------- | ------------------------------------------ | ------------- | ---- | ----- |
| トレント国際映画祭 | 2020年9月2日   | シネマ・アモーレ賞                         | One More Jump | 受賞 | [ 6 ] |
| トレント国際映画祭 | 2020年9月2日   | シネマ・アモーレ賞                         | One More Jump | 受賞 | [ 6 ] |
| プリ・ヨーロッパ   | 2020年10月27日 | 年間最優秀ヨーロピアンTVドキュメンタリー賞 | One More Jump | 受賞 | [ 6 ] |